# Підземне сховище олефінів в Орензен
Підземне сховище олефінів у Орензен — розташований на півночі Німеччини об'єкт інфраструктури, призначений для обслуговування підприємств нафтохімічної промисловості.
З 1972 року у Штаде (на лівому березі Ельби дещо західніше Гамбурга) діє потужне виробництво хімічного концерну Dow Chemical. Сировину для продукування хлору отримують шляхом розмивання сольових пластів в районі Орензен (півтора десятки кілометрів на південь від Штаде), що утворює великі підземні каверни. Станом на 2017 рік Dow Chemical використовувала три з них, розташовані в діапазоні від 800 до 1100 метрів нижче поверхні, для зберігання пропілену, етилену та дихлоретилену. При цьому перші два продукти імпортуються через портовий термінал у Штаде (станом на 2003-й в обсягах 500 тисяч тон пропілену та 60 тисяч тон етилену на рік), тоді як третій отримується на місці шляхом реакції хлору та етилену (що стосується пропілену, то він потрібний у Штаде для роботи потужних виробництв оксиду пропілену — 590 тисяч тонн на рік — та пропіленгліколю — 270 тисяч тонн на рік). Зазначений тільки що термінал також забезпечує вивіз дихлоретилену.
Втім, сховище обслуговує роботу не лише майданчику в Штаде — завдяки трубопроводам Штаде — Тойченталь та Штаде — Брунсбюттель олефіни постачаються до нафтохімічного комплексу Белен-Шкопау-Лойна та заводу з виробництва жирних спиртів у Брунсбюттелі. Останній з трубопроводів також забезпечує зв'язок з продукуючою ненасичені вуглеводні установкою парового крекінгу в Хайде. 